# Pisenlav
PISENLAV (Paz y Amor) es una banda musical indie de Filipinas. Formado en el mes de diciembre de 2007, han lanzado usu primer EP que contiene cinco canciones originales escritas y compuestas por la banda. Su sonido es una fusión entre el rock alternativo y el pop con un toque de reggae y ska y con otras influencias de reconocidas bandas musicales, como The Beatles, Jimi Hendrix, Eric Clapton, Bob Marley, Mr. Big, Oasis, Eraserheads y Regine Velásquez. La combinación de estas diferentes influencias, dio a luz bajo un sonido mezclado con el pop-rock alternativo y reggae. Sus canciones son temas que hablan relacionados con el amor. 

## Integrantes
- Kate Lozano - vocalista principal
- Jinky Golifardo - Guitarras y voz
- Jeth Estacio - Guitarras
- Fernando Se- bajo
- Benmark Favorito - Batería

## Discografía

### Álbumes de estudio
- Paz y amor EP (2008)

1. Love (enlace roto disponible en Internet Archive; véase el historial, la primera versión y la última).
2. Lumbay (enlace roto disponible en Internet Archive; véase el historial, la primera versión y la última).
3. Fill You Up (enlace roto disponible en Internet Archive; véase el historial, la primera versión y la última).
4. Terrestrial Story (enlace roto disponible en Internet Archive; véase el historial, la primera versión y la última).
5. Alay (enlace roto disponible en Internet Archive; véase el historial, la primera versión y la última).

### Lista de canciones del álbum Unreleased
- Unreleased Tracks (2009)

1. Probinsha
2. Tiempo Lang

## Videografía

### Videos Oficiales
- Del álbum Paz y amor EP
  - "Love"
  - "Alay"

### En vivo
- Viedos en vivo
  - Love
  - Probinsha
  - Weather Weather Lang